# Praga V
Praga V byl těžký nákladní automobil vyráběný Automobilním oddělením První českomoravské továrny na stroje v Praze-Libni mezi lety 1911–1922. Byl to první nákladní automobil značky Praga vlastní konstrukce. Vzniklo přes tisíc kusů, většina z nich sloužila v rakousko-uherské armádě.

## Historie
V dubnu 1911 nastoupil do automobilky Praga konstruktér ing. František Kec, který během zhruba dvou měsíců připravil projekt těžkého nákladního automobilu. Ten se stal prvním nákladním automobilem značky Praga vlastní konstrukce. Vůz klasické stavby se vyznačoval konstrukční jednoduchostí, spolehlivostí a důkladným zpracováním. Během dalších tří měsíců vznikly tři zkušební vozy Praga V a tři vlečné vozy P. Souprava Praga V + P (tzv. autovlak) se v říjnu 1911 úspěšně zúčastnila soutěže vypsané c. a k. ministerstvem války na subvencovaný armádní nákladní autovlak. Tento úspěch znamenal pro dosud ztrátovou automobilku přechod z kusové na sériovou výrobu a vybřednutí z finančních potíží. Libeňská automobilka vůz Praga V vyráběla bez větších změn až do roku 1922, vzniklo zde pravděpodobně kolem tisíce kusů. Pravděpodobně několik set dalších vozů vyrobil v licenci maďarský podnik Rába. Cena soupravy Praga V + P činila na počátku výroby 18 000 K.

## Technické údaje

### Motor a převodovka
Vůz Praga V pohání řadový, vodou chlazený čtyřdobý zážehový čtyřválec s ventilovým rozvodem SV. Motor má zdvihový objem 6842 cm³ (vrtání válců 119 mm, zdvih 180 mm) a dosahuje nejvyšší výkon 44 kW (60 k) při 1400 ot./min. Kvůli dosažení větší životnosti a hospodárnosti byl motor vybaven regulátorem otáček, snižujícím výkon na 27 kW (36 k) při 800 ot./min. Blok válců má nesnímatelnou hlavu, proto je dno klikové skříně demontovatelné. Chladicí okruh je vybaven vodním čerpadlem. Motor je opatřen tlakovým mazáním ložisek zubovým čerpadlem a zapalováním pomocí magneta. Startování motoru je ruční, pomocí kliky.
Převodovka vozu je čtyřstupňová se zpátečkou, spojená s motorem přes vícelamelovou spojku v olejové lázni. Převodovka je opatřená kuželovým diferenciálem s uzávěrkou. Od ní je točivý moment veden na zadní kola pomocí dvou hnacích Gallových řetězů.

### Podvozek a karosérie
Základem podvozku je žebřinový rám, snýtovaný z lisovaných ocelových podélníků. Vpředu je na rámu uložen motor. Rám je vybaven tažnými háky, horskou vzpěrou a odpruženým tažným zařízením. Nožní brzda působí na zadní hnací nápravu. Kola jsou ocelolitinová, opatřená plnopryžovým oráfováním. Zadní kola nesou navíjecí bubny pro 15 m lana.

### Hmotnosti a výkony
Pohotovostní hmotnost: 3500 až 3850 kg (Praga V), 1700 kg (přívěs P)

Užitečná hmotnost (silnice/terén): 5/3 t (Praga V), 5/2 t (přívěs P)

Největší rychlost: 16–18 km/h (souprava Praga V + P)

Spotřeba: 65–100 l/100 km (souprava Praga V + P)